# Креэк, Кирилл Константинович
Кирилл Константинович Креэк (эст. Cyrillus Kreek, 3 декабря 1889, волость Вынну, Эстляндская губерния, Российская империя — 26 марта 1962, г. Хаапсалу, Эстонская ССР) — эстонский хоровой дирижер и композитор, педагог, этнограф. Автор симфонических, вокальных, инструментальных произведений, большого числа хоровых обработок (около 500 из 6000 лично им собранных песен) и церковных лютеранских гимнов. Один из самых выдающихся музыкантов мира - версификаторов народного музыкального творчества. Первый эстонский композитор, создавший оригинальный эстоноязычный реквием.

## Биография
Креэк родился в семье школьного учителя на западе Эстонии. Учился в Петербургской консерватории с 1908 по 1911 год по классу тромбона (преподаватели Ф. Турнер, П. Волков), также слушал лекции по композиции и теории Василия Калафати и Николая Черепнина. Как член Эстонского студенческого общества увлёкся собиранием народных песен. Систематически занимался этнографическим трудом с 1911 года, причём впервые в Эстонии записал образцы народных песнопений на фонограф.
После объявления независимости Эстонии, вернулся на родину, где работал в Тартуской музыкальной школе (1920-1921), а после оккупации СССР - в Таллиннской консерватории (1940-1941, 1944-1950). В период между войнами преподавал музыку. Возглавлял различные народные хоры.
Креэк — автор духовных произведений, гимнов Лютеранской церкви Эстонии. Хоровые произведения на Псалмы св. пророка Давида (семь хоровых миниатюр). Собиратель и аранжировщик эстонских народных песен, что отразилось на его религиозных произведениях. Раскрыл феномен полифонии эстонских народных песен, став в эстонской музыкальной культуре тем, кем является в украинской культуре Николай Леонтович. Причём сам Креэк использовал в своих произведениях приёмы ранней полифонии Православной церкви. Среди наиболее значимых работ Креэка - симфоническое произведение «Реквием», написанный на эстонский текст.
В 2004 году «Реквием» в оркестровой аранжировке Тыну Кальюсте был исполнен на публичном концерте в таллинской церкви Каарли в память о погибших на пароме «Эстония» 28 сентября 1994 года.